# 五ヶ瀬高千穂道路
五ヶ瀬高千穂道路（ごかせたかちほどうろ）は、宮崎県西臼杵郡五ヶ瀬町から同高千穂町へ至る、国道218号のバイパスで、九州横断自動車道延岡線に並行する一般国道自動車専用道路である。総延長は9.2km。

## 概要
- 起点 : 宮崎県西臼杵郡五ヶ瀬町
- 終点 : 宮崎県西臼杵郡高千穂町
- 延長 : 9.2km
- 規格 : 第1種第3級
- 設計速度 : 80km/h
- 車線数 : 完成2車線

## インターチェンジなど
- 施設名欄の背景色が■である部分は施設が供用されていない、または完成していない事を示す。
- 未開通のIC/JCT名は仮称。

| 施設名                                              | 接続路線名        | 起点から (km) | 備考   | 所在地   |
| --------------------------------------------------- | ----------------- | ------------- | ------ | -------- |
| E77 九州中央自動車道 蘇陽五ヶ瀬道路（事業中区間）   |                   |               |        |          |
| 五ヶ瀬東IC                                          | 国道218号（現道） | 0.0           | 事業中 | 五ヶ瀬町 |
| 高千穂IC                                            | 国道325号         | 9.2           | 事業中 | 高千穂町 |
| E77 九州中央自動車道 高千穂雲海橋道路（事業中区間） |                   |               |        |          |

## 歴史
- 2013年（平成25年）10月 - 第1回九州地方小委員会において、計画段階評価手続き着手。
- 2015年（平成27年）3月 - 「全線新設で南側ルート」、「全線新設で北側ルート」、「全線国道218号を改良」の3案が提示される[2]。
- 2018年（平成30年）3月30日 - 五ヶ瀬高千穂道路として事業着手[1]。